# Воєводський Володимир Олександрович
Володимир Олександрович Воєводський (4 червня 1966 — 30 вересня 2017)  — російський і американський математик, викладач. Лауреат медалі Філдса 2002 року. Мав подвійне громадянство.

## Біографія
Народився 4 червня 1966 року. Навчався на мехматі МДУ, отримав ступінь доктора філософії 1992 року в Гарвардському університеті під керівництвом Давида Каждана. Професор Принстонського університету (Інститут перспективних досліджень).

## Науковий внесок
Воєводський бере участь у розробці теорії гомотопій для алгебраїчних многовидів та мотивної когомології.
Праця Воєводського зосереджена в галузі перетину алгебраїчної геометрії з алгебраїчною топологією. Разом з Фабіаном Морелем Воєводський представив теорію гомотопій для схем. Він також сформулював форму мотивної когомології, яка зараз вважається «вірною» та використовував її для доведення гіпотези Мілнора, згідно з якою К-теорія Мілнора поля пов'язана з його етальною когомологією. За це він був нагороджений Філдсівською премією, разом з Лаффоргом на 24-му Міжнародному математичному конгресі в Пекіні.
В січні 2009 року на ювілейній конференції Інституту вищих наукових досліджень, Воєводський навів своє повне доведення гіпотез Блоха—Като.